# Lac de Bretaye
Le lac de Bretaye est un lac alpin suisse situé dans le canton de Vaud.

## Géographie
Le lac de Bretaye est un lac des Préalpes vaudoises situé sur le territoire de la commune de Ollon dans le canton de Vaud, en Suisse. Le lac  est au cœur du domaine skiable de Villars-sur-Ollon. Il est notamment accessible depuis Bex et Villars-sur-Ollon en empruntant un train atteignant le col de Bretaye. Le lac des Chavonnes est situé non loin de là.